# Keleti Magyar Királyság
A keleti Magyar Királyság (más néven Keleti Magyar Királyság vagy Szapolyai János Magyar Királysága) egy modern fogalom, amelyet egyes történészek Szapolyai János és fia, János Zsigmond uralkodása alatti Erdélyi Fejedelemségre használták, akik vitatták és nem fogadták el a Habsburg-ház azon igényét, hogy 1526-tól 1570-ig ők uralkodjanak a Magyar Királyság trónján. A Szapolyai-ház Magyarország keleti részén uralkodott, míg a Habsburg királyok, Ferdinánd és Miksa pedig nyugaton. A Habsburgok többször is megpróbálták uralmuk alatt egyesíteni az egész Magyar Királyságot, de ezt az Oszmán Birodalom a kelet-Magyar Királyság támogatásával megakadályozta.
A keleti Magyar Királyság birodalmának pontos kiterjedése soha nem dőlt el, mert mind a Habsburgok, mind a Szapolyaiak magukénak vallották az egész királyságot. Az 1538-as nagyváradi békeszerződésben ideiglenes területi felosztás történt. A kelet-Magyar Királyságot egyes történészek a speyeri békeszerződéssel létrejött Erdélyi Fejedelemség elődjének tekintik.

## I. János alatt
1526-ban a mohácsi csatában a Magyar Királyság vereséget szenvedett az Oszmán Birodalomtól, II. Lajos magyar király pedig életét vesztette.

### A háború
A Habsburg-házi Ferdinánd, V. Károly császár öccse, Lajos húgával, Annával kötött házassága jogán szerezte meg a koronát. Azonban a legtöbb magyar nemes szembeszállt Ferdinánddal, és Szapolyai János volt erdélyi vajdát, az ország leggazdagabb főurát támogatták. A magyar országgyűlés királlyá nyilvánította, de Ferdinánd sereget küldött, amely 1528-ra kiűzte Jánost az országból.
A Habsburg befolyás ellen János 1528-ban szövetséget kötött I. Szulejmán oszmán szultánnal, sőt 1529-ben hűséget is esküdött a szultánnak.
János irányította Erdélyt és a magyar Alföld keleti részét; Ferdinánd birtokolta Horvátországot, a Dunántúlt, az Alföld nyugati részét és Felső-Magyarországot.
1538-ban a két fél aláírta a váradi békét, amely hivatalossá tette ezt a felosztást, és Ferdinándot is a gyermektelen János örökösévé tette. Azonban végül fia született, János Zsigmond, aki igényt tart a trónra.

## II. János alatt
A nagyváradi megállapodás mindössze két évig tartott, egészen I. János fia születéséig, 1540-ben, mindössze kilenc nappal I. János halála előtt. A csecsemő Szapolyai János Zsigmondot néhány héttel később a magyar nemesek koronázták meg. II. János uralkodásának nagy részében Kelet-Magyarországot édesanyja, Izabella irányította kormányzóként, Fráter György püspök pedig régensként. Szulejmán szultán támogatta őket, aki elismerte II. Jánost királynak és vazallusának.
1541-ben Ferdinánd egyoldalúan felmondta a váradi békét. Fráter György Szulejmhoz fordult segítségért, aki igaz, hogy elűzte Ferdinándot, de Budai vilajet tartományként közvetlen oszmán fennhatóság alá vette Közép-Magyarország nagy részét. A magyar Alföld keleti része Szapolyai fennhatósága alatt maradt, mely 1571 után Partium néven vált ismertté.
Az 1540-es években a keleti Magyar Királysághoz tartozott Máramaros, Szabolcs, Szatmár, Szolnok, Bihar, Külső-Szolnok, Békés, Csongrád, Arad és Csanád vármegye, valamint a Temesköz. A nagyobb városok, mint Nagyvárad vagy Lippa, az államhatalom jelentős központjai voltak. Az egyik leggazdagabb nemes, Petrovics Péter, a Temesköz abszolút uralkodója, irányítója volt, de hűséges volt a Szapolyai-családhoz és gyüttműködött Fráter György régenssel. A Máramarostól l a Krasznáig terjedő vidéket a Drágffy - Perényi család, Ecsedet és Somlyót a Báthory család, Békés vármegyét a Patócsy, a Maros völgyét a Jaksics család, Debrecen városát a Török család uralta. A nem pontos határokkal rendelkező Zemplén, Borsod és Abaúj vármegyéket a Balassa, Losonci, Bebek, illetve a Drugeth családok irányították, de jelentős autonómiával rendelkeztek.
A budai kancellária és a főbíróság az 1540-41-es politikai zűrzavarban megszűnt, és Erdélyt már nem tudták a Magyar Királyság központi szervei irányítani. A vajda személye nem volt megfelelő az államigazgatási feladatok ellátására. Fráter György új közigazgatási struktúrát alakított ki, és létrehozta a gyulafehérvári udvart, vagyis megtette a keleti Magyar Királyság új fővárosának.
A feudális birtokok elvesztették hatalmukat az államügyek felett. A szászok továbbra is Habsburg-pártiak voltak. Haller Péter szebeni királyi esperes volt az egyetlen szász a gyulafehérvári udvarban. A székelyeknek csak kevés szószólója volt a kormányzó és a királyné körüli körökben. II. János király híveinek általában nem voltak gyökerei az új ország határain belül, de rokonaikat nagy számban találták a vezető tisztségviselők és udvaroncok között. Az uralkodó osztály továbbra is az ország újraegyesítését várta, és Fráter mindig ennek a vágynak és elvárásnak a nyomásával találkozott.

## Uralkodói
|    | Portré | Név                                                  | Születési név            | Uralkodása kezdete   | Uralkodása vége      | Koronázása                        | Megjegyzés |
| -- | ------ | ---------------------------------------------------- | ------------------------ | -------------------- | -------------------- | --------------------------------- | --- |
| 1. |        | I. János király (1487–1540)                          | Szapolyai János          | 1526. november 10.   | 1540. július 17.     | 1526. november 11. Székesfehérvár | Szapolyai István nádor és Tescheni Hedvig hercegnő fia, az 1526. évi székesfehérvári országgyűlés királlyá választotta.                                                   |
| 2. |        | Jagelló Izabella királyné és kormányzónő (1519–1559) | Izabela Jagiellonka      | 1540. augusztus 31.  | 1551. július 19.     | nem volt király, csak kormányzó   | A Jagelló-ház tagja, Szapolyai János feleségeként magyar királyné is. I. Szulejmán szultán megbízásából kormányzó. 1551-ben Fráter György lemondatta I. Ferdinánd javára. |
| 3. |        | I. Ferdinánd király (1503-1564)                      | Habsburg Ferdinánd       | 1551. július 26.     | 1556 november 25.    | 1527. november 3. Székesfehérvár  | A Habsburg–Jagelló házassági szerződés értelmében tartott igényt a magyar trónra. Egyben német-római császár is.                                                          |
| 4. |        | Jagelló Izabella királyné és kormányzónő (1519–1559) | Izabela Jagiellonka      | 1556. november 25.   | 1559. szeptember 15. | nem volt király, csak kormányzó   | A Jagelló-ház tagja, Szapolyai János feleségeként magyar királyné is. I. Szulejmán szultán megbízásából kormányzó. 1551-ben Fráter György lemondatta I. Ferdinánd javára. |
| 5. |        | II. János király (1540–1571)                         | Szapolyai János Zsigmond | 1540. szeptember 13. | 1571. március 14.    | nem koronázták meg                | I. János király és Jagelló Izabella királyné fia, kezdetben régens mellette édesanyja, Izabella királyné és Fráter György váradi püspök.                                  |

## A királyság felbomlása
Az 1570. augusztus 16-án megkötött speyeri szerződés (vagy speyeri egyezmény) II. János magyar király és Miksa magyar király közötti egyezmény volt, amely az 1568. február 17-én megkötött drinápolyi békével együtt jogilag rögzítette a fennálló állapotot, amely szerint II. János Erdély és a Partium princepse, és rögzítette, hogy Erdély a Magyar Korona elidegeníthetetlen része. A közhiedelemmel ellentétben tehát nem a „három részre szakadást” rögzítették, hanem éppen annak ellenkezőjét.
Ez a szerződés, akárcsak a korábbi nagyváradi békeszerződés, az egységes Magyarország elvét erősítette meg. Partiumot és Erdélyt Szapolyai János Zsigmondra bízták, mint Miksa vazallusát. A Szapolyaiak már korábban is birtokolták a Partiumot, de most a Habsburgok is elismerték uralmukat. Bizonyos értelemben János Zsigmond a címét területre cserélte le.
A kelet-Magyar Királyság az Erdélyi Fejedelemség elődje lett többek között ennek a békének köszönhetően. A béke ellenére Erdély fejedelmei szinte teljes autonómiával uralkodtak, és gyakran adóztak az Oszmán Birodalomnak. Ausztria és Törökország közel két évszázadon át versengett az elsőségért. 1570 után minden magyar királyra való utalás a „királyi Magyarország” néven ismert területre vonatkozik; fejedelemre való utalások az „Erdélyi Fejedelemségre” utalnak.

## A királyság vége

### Háború és a Habsburg uralom
Fráter és Izabella királyné összevesztek, és a püspök is az oszmánok ellen fordult. Ferdinánddal szövetkezett, és 1549-ben kényszerítette Izabellát a nyírbátori békeszerződés aláírására, amely Erdélyt Ferdinándnak engedte át. A királyné ellenezte fia megfosztását a tróntól, és azonnal értesítette a szultánt. Ennek következtében polgárháború következett a Erdély kormányzója és Fráter György érsek Habsburg-párti csapatai között. Fráter serege 1550-ben és 1551-ben ostromolta a gyulafehérvári királyi rezidenciát.
Habsburg-sereg vonult be Erdélybe és a Tisza vidékére Giovanni Battista Castaldo vezetésével, aki meg is ölte Frátert 1551-ben. II. János lemondott a királyi trónról és Izabellával együtt Lengyelországba távozott.

### A királyság felbomlása
A szultán a magyarországi történések hatására 1552-ben az ország ellen küldte seregét. A hadjárat során Veszprém, Drégely, Szolnok, Lippa, Temesvár, Karánsebes és Lugos elesett. Egyedül Dobó István parancsnoksága alatt álló egri vár állt ellen az oszmán hadseregnek. 1553-ban Ferdinánd kivonta Castaldo csapatait Erdélyből, mire 1554-ben a szultán újabb támadást indított Magyarország ellen, elfoglalva Salgót és Füleket. A keleti Magyar Királyság a folyamatos támadások és az uralkodó lemondásának hatására megszűnt. Helyén létrejött az Erdélyi Fejedelemség (később Nagyfejedelemség), mely az Oszmán Birodalom Vazallus állama volt a magyarországi török kor alatt.

## Az utódállam
A fejedelemség hivatalosan 1570-től létezett a történelmi Erdély és a Partium területén, és a Magyar Királyság Buda 1541-es elfoglalása után létrejött három részre szakadt területei közül a keleti Magyar Királyság államát hivatott felváltani, az 1570. augusztus 16-án aláírt speyeri szerződés (valamint az 1568-as drinápolyi béke) értelmében. A szerződés szerint az I. Szulejmán szultán által támogatott János Zsigmond (Szapolyai János király fia) lemondott a magyar királyi címről és beleegyezett abba, hogy csak az erdélyi fejedelmi címet használja. Az ő halálát követően előbb a Báthoryak, majd több magyar főnemesi család (mint a Rákócziak, az Apafiak stb.) követte a fejedelmi trónon. A Rákóczi-szabadságharcot követően a Habsburg Birodalom fennhatósága alá került.

## Fordítás
Ez a szócikk részben vagy egészben  az   Eastern Hungarian Kingdom című angol Wikipédia-szócikk fordításán alapul.  Az eredeti cikk szerkesztőit annak laptörténete sorolja fel. Ez a jelzés csupán a megfogalmazás eredetét és a szerzői jogokat jelzi, nem szolgál a cikkben szereplő információk forrásmegjelöléseként.

## További információ, kapcsolódó lapok
- Török háborúk Magyarországon
- Erdélyi Fejedelemség
- Speyeri szerződés
- Váradi béke
- Miksa magyar király
- Szapolyai-család
- I. és II. János magyar király
- Buda ostroma (1541)